# Želivského
Želivského is een metrostation aan lijn A in de Tsjechische hoofdstad Praag. Het in 1980 geopende station is gelegen in de wijk Strašnice, net ten oosten van Vinohrady. Het station is genoemd naar de middeleeuwse priester Jan Želivský
Nemocnice Motol · Petřiny · Nádraží Veleslavín · Bořislavka · Dejvická · Hradčanská · Malostranská · Staroměstská · Můstek · Muzeum · Náměstí Míru · Jiřího z Poděbrad · Flora · Želivského · Strašnická · Skalka · Depo Hostivař